# Minnie Tracey
Minnie Tracey (Albany (New York), circa 1872- Cincinnati, 29 januari 1929) was een Amerikaans zangeres.
Tracey werd geboren in het gezin van Kolonel John Tracey en Catherine Vernam. Ze kreeg haar eerste lessen van Max Maretzek in New York en vervolgens van Marie Sasse in Parijs.
Tracey was van huis uit een operazangeres. Ze had haar debuut in Genère in Faust van Charles Gounod. In 1892 zong ze in Lohengrin in Le Havre. Ze zong op 27 november 1897 de rol Rosa Mammai in de première van  L’arlesiana van Francesco Cilea met Enrico Caruso. In 1900 zong ze Aïda in Aïda. In 1904 stond ze in Covent Garden. Ze zong in 1905 Höstkväll van Jean Sibelius in Parijs in een orkestversie onder leiding van Alfred Cortot. In 1909 zong ze in Genève in Richard Wagners Tristan und Isolde. Verder zong ze in operahuizen in Antwerpen, Gent, Stockholm (vanaf 1901), Kopenhagen, Marseille, Milaan, Caïro en New York (Metropolitan Opera).
Er is een optreden bekend van haar in De Vereeniging in Nijmegen op 22 november 1905 met violiste Annie de Jong.
Ze kreeg gedurende haar gehele loopbaan forse kritieken. Men vond haar zangkunsten dan wel haar dictie niet altijd even goed, zoals tijdens de optredens in de Verenigde Staten en Engeland. Daarentegen schreef Le Figaro over een concert in Parijs, dat ze een indrukwekkende stem had. Sibelius verhouding tot Tracey was ook niet altijd even consequent. Toen ze in Parijs een avond met zijn liederen wilde programmeren, vond hij haar steeds meer een vijand, zoals hij naar zijn vrouw Aino berichtte. Eigenaardig is daarom dat in 1913 Sibelius samen met Tracey op tournee ging.
Minnie Tracey gaf ook les. Contra-alt Emma Noe en sopraan Minette Salman zijn leerlingen van haar. Emil Sjögren droeg lied 1 uit Kärlekssånger aan haar op. 
Andere optredens:
- 2 oktober 1903: Proms met werk van Wagner
- 6 oktober 1903: Proms met werk van Charles Gounod

- Gemeinsame Normdatei: 133384705
- Virtual International Authority File: 52876422